# Општина Езекијел Монтес (Керетаро)
Езекијел Монтес (шп. Ezequiel Montes) општина је у Мексику у савезној држави Керетаро. Општина се налази на надморској висини од 1978 м.

## Становништво
Према подацима из 2010. у општини је живело 38123 становника.

### Хронологија
| Година       | 2000                  | 2005                  | 2010                  |
| ------------ | --------------------- | --------------------- | --------------------- |
| Становништво | 27598 (12983 / 14615) | 34729 (16373 / 18356) | 38123 (18213 / 19910) |

### Попис
| \| \| м \| \| \| ж \| \| 0—2 \| 1.245 \| \| \| 1.190 \| \| 3—5 \| 1.272 \| \| \| 1.273 \| \| 6—11 \| 2.555 \| \| \| 2.428 \| \| 12—14 \| 1.163 \| \| \| 1.121 \| \| 15—17 \| 1.259 \| \| \| 1.247 \| \| 18—24 \| 2.427 \| \| \| 2.688 \| \| 60+ \| 1.252 \| \| \| 1.535 \| \| Просек : \| 26,6 \| \| \| 28,3 \| |       |  |  |       |
| |       |  |  |       |
| | м     |  |  | ж     |
| 0—2 | 1.245 |  |  | 1.190 |
| 3—5 | 1.272 |  |  | 1.273 |
| 6—11 | 2.555 |  |  | 2.428 |
| 12—14 | 1.163 |  |  | 1.121 |
| 15—17 | 1.259 |  |  | 1.247 |
| 18—24 | 2.427 |  |  | 2.688 |
| 60+ | 1.252 |  |  | 1.535 |
| Просек : | 26,6  |  |  | 28,3  |

| #   | Индикатор                                                                                        | Вредност |
| --- | ------------------------------------------------------------------------------------------------ | -------- |
| 1   | Становништво од 0 до 2 године                                                                    | 2435     |
| 2   | Мушко становништво од 0 до 2 године                                                              | 1245     |
| 3   | Женско становништво од 0 до 2 године                                                             | 1190     |
| 4   | Становништво са 3 и више година                                                                  | 35606    |
| 5   | Мушко становништво са 3 и више година                                                            | 16927    |
| 6   | Женско становништво са 3 и више година                                                           | 18679    |
| 7   | Становништво са 5 и више година                                                                  | 33904    |
| 8   | Мушко становништво са 5 и више година                                                            | 16080    |
| 9   | Женско становништво са 5 и више година                                                           | 17824    |
| 10  | Становништво са 12 и више година                                                                 | 28078    |
| 11  | Мушко становништво са 12 и више година                                                           | 13100    |
| 12  | Женско становништво са 12 и више година                                                          | 14978    |
| 13  | Становништво са 15 и више година                                                                 | 25794    |
| 14  | Мушко становништво са 15 и више година                                                           | 11937    |
| 15  | Женско становништво са 15 и више година                                                          | 13857    |
| 16  | Становништво са 18 и више година                                                                 | 23288    |
| 17  | Мушко становништво са 18 и више година                                                           | 10678    |
| 18  | Женско становништво са 18 и више година                                                          | 12610    |
| 19  | Становништво од 3 до 5 година                                                                    | 2545     |
| 20  | Мушко становништво од 3 до 5 година                                                              | 1272     |
| 21  | Женско становништво од 3 до 5 година                                                             | 1273     |
| 22  | Становништво од 6 до 11 година                                                                   | 4983     |
| 23  | Мушко становништво од 6 до 11 година                                                             | 2555     |
| 24  | Женско становништво од 6 до 11 година                                                            | 2428     |
| 25  | Становништво од 8 до 14 година                                                                   | 5581     |
| 26  | Мушко становништво од 8 до 14 година                                                             | 2877     |
| 27  | Женско становништво од 8 до 14 година                                                            | 2704     |
| 28  | Становништво од 12 до 14 година                                                                  | 2284     |
| 29  | Мушко становништво од 12 до 14 година                                                            | 1163     |
| 30  | Женско становништво од 12 до 14 година                                                           | 1121     |
| 31  | Становништво од 15 до 17 година                                                                  | 2506     |
| 32  | Мушко становништво од 15 до 17 година                                                            | 1259     |
| 33  | Женско становништво од 15 до 17 година                                                           | 1247     |
| 34  | Становништво од 18 до 24 године                                                                  | 5115     |
| 35  | Мушко становништво од 18 до 24 године                                                            | 2427     |
| 36  | Женско становништво од 18 до 24 године                                                           | 2688     |
| 37  | Женско становништво од 15 до 49 година                                                           | 10981    |
| 38  | Становништво са 60 и више година                                                                 | 2787     |
| 39  | Мушко становништво са 60 и више година                                                           | 1252     |
| 40  | Женско становништво са 60 и више година                                                          | 1535     |
| 41  | Однос између мушкараца и жена                                                                    | 91.48    |
| 42  | Становништво од нуле до 14 година                                                                | 12247    |
| 43  | Становништво од 15 до 64 године                                                                  | 23845    |
| 44  | Становништво од 65 година и више                                                                 | 1949     |
| 45  | Просечан број деце                                                                               | 2.46     |
| 46  | Становништво рођено у ентитету                                                                   | 33940    |
| 47  | Мушко становништво рођено у ентитету                                                             | 16168    |
| 48  | Женско становништво рођено у ентитету                                                            | 17772    |
| 49  | Становништво рођено у другом ентитету                                                            | 3741     |
| 50  | Мушко становништво рођено у другом ентитету                                                      | 1813     |
| 51  | Женско становништво рођено у другом ентитету                                                     | 1928     |
| 52  | Становништво од 5 година и више резидентно у ентитету у јуну 2005. године                        | 32597    |
| 53  | Мушко становништво старосног доба од 5 година и више, резидентно у ентитету у јуну 2005. године  | 15257    |
| 54  | Женско становништво старосног доба од 5 и више година, резидентно у ентитету у јуну 2005. године | 17340    |
| 55  | Становништво од 5 година и више које је живело у другом ентитету у јуну 2005. године             | 618      |
| 56  | Мушко становништво старије од 5 година које је живело у другом ентитету у јуну 2005. године      | 298      |
| 57  | Женско становништво старије од 5 година које је живело у другом ентитету у јуну 2005. године     | 320      |
| 58  | Становништво од 3 године и више које говори аутохтони језик                                      | 200      |
| 59  | Мушко становништво старо 3 године и више које говори аутохтони језик                             | 110      |
| 60  | Женско становништво старо 3 године и више које говори аутохтони језик                            | 90       |
| 61  | Становништво од 3 године и више које говори аутохтони језик и не говори шпански језик            | 0        |
| 62  | Мушко становништво старо 3 године и више које говори аутохтони језик и не говори шпански         | 0        |
| 63  | Женско становништво старо 3 године и више које говори аутохтони језик и не говори шпански језик  | 0        |
| 64  | Становништво старо 3 године и више које говори аутохтони језик и шпански                         | 170      |
| 65  | Мушко становништво старо 3 године и више које говори аутохтони језик и шпански                   | 89       |
| 66  | Женско становништво старо 3 године и више које говори аутохтони језик и шпански                  | 81       |
| 67  | Становништво од 5 година и више које говори аутохтони језик                                      | 200      |
| 68  | Становништво од 5 година и више које говори аутохтони језик и не говори шпански језик            | 0        |
| 69  | Становништво од 5 година и више које говори аутохтони језик и говори шпански језик               | 170      |
| 70  | Становништво у домородачким домаћинствима                                                        | 498      |
| 71  | Становништво са ограничењима у активностима                                                      | 1195     |
| 72  | Становништво са ограниченим ходањем или кретањем, горе или доле                                  | 594      |
| 73  | Становници са ограничењима вида, чак и уз кориштење сочива                                       | 364      |
| 74  | Становништво са ограничењима говора, комуникације или конверзације                               | 109      |
| 75  | Становништво са ограниченим слухом                                                               | 133      |
| 76  | Становништво са ограничењима при одевању, купању или јелу                                        | 40       |
| 77  | Становништво са ограничењима у опажању или учењу једноставних ствари                             | 45       |
| 78  | Становништво са менталним ограничењима                                                           | 110      |
| 79  | Становништво без ограничења активности                                                           | 36675    |
| 80  | Становништво од 3 до 5 година које не похађа школу                                               | 1213     |
| 81  | Мушко становништво од 3 до 5 година које не похађа школу                                         | 603      |
| 82  | Женско становништво од 3 до 5 година које не похађа школу                                        | 610      |
| 83  | Становништво од 6 до 11 година које не похађа школу                                              | 95       |
| 84  | Мушко становништво од 6 до 11 година које не похађа школу                                        | 49       |
| 85  | Женско становништво од 6 до 11 година које не похађа школу                                       | 46       |
| 86  | Становништво од 12 до 14 година које не похађа школу                                             | 283      |
| 87  | Мушко становништво од 12 до 14 година које не похађа школу                                       | 158      |
| 88  | Женско становништво од 12 до 14 година које не похађа школу                                      | 125      |
| 89  | Становништво од 15 до 17 година похађа школу                                                     | 1414     |
| 90  | Мушко становништво од 15 до 17 година похађа школу                                               | 648      |
| 91  | Женско становништво између 15 и 17 година живота у школи                                         | 766      |
| 92  | Становништво од 18 до 24 године похађа школу                                                     | 787      |
| 93  | Мушко становништво од 18 до 24 године похађа школу                                               | 375      |
| 94  | Женско становништво од 18 до 24 године похађа школу                                              | 412      |
| 95  | Становништво од 8 до 14 година које не може да чита и пише                                       | 145      |
| 96  | Мушко становништво старосног доба од 8 до 14 година које не може да чита и пише                  | 93       |
| 97  | Женско становништво старосног доби од 8 до 14 година које не може да чита и пише                 | 52       |
| 98  | Становништво од 15 година и више које је неписмено                                               | 2750     |
| 99  | Мушко становништво од 15 година и више које је неписмено                                         | 935      |
| 100 | Женско становништво од 15 година и више које је неписмено                                        | 1815     |
| 101 | Становништво старо 15 и више година без школовања                                                | 3161     |
| 102 | Мушко становништво старо 15 и више година без школовања                                          | 1196     |
| 103 | Женско становништво старо 15 и више година без школовања                                         | 1965     |
| 104 | Становништво старосног доба 15 и више година са непотпуним основним образовањем                  | 3537     |
| 105 | Мушко становништво старосног доба од 15 година и више са непотпуном основним образовањем         | 1687     |
| 106 | Женско становништво старосног доба 15 и више година са непотпуном основним образовањем           | 1850     |
| 107 | Становништво старо 15 и више година са комплетним основним образовањем                           | 6989     |
| 108 | Мушко становништво старо 15 година и више са комплетним основним образовањем                     | 3191     |
| 109 | Женско становништво старо 15 и више година са комплетним основним образовањем                    | 3798     |
| 110 | Становништво старосног доба 15 и више година са непотпуним средњим образовањем                   | 1268     |
| 111 | Мушко становништво старосног доба од 15 година и више са непотпуним средњим образовањем          | 767      |
| 112 | Женско становништво старосног доба од 15 година и више са непотпуним средњим образовањем         | 501      |
| 113 | Становништво старо 15 и више година са пуним секундарном образовањем                             | 5301     |
| 114 | Мушко становништво старосног доба од 15 година и више са пуним секундарном образовањем           | 2580     |
| 115 | Женско становништво старосног доба од 15 година и више са пуним секундарном образовањем          | 2721     |
| 116 | Становништво старије од 18 година са постосновним образовањем                                    | 4690     |
| 117 | Мушко становништво старије од 18 година са постосновним образовањем                              | 2179     |
| 118 | Женско становништво старије од 18 година са постосновним образовањем                             | 2511     |
| 119 | Просечна оцена школовања                                                                         | 6.97     |
| 120 | Просечан ниво образовања мушке популације                                                        | 7.17     |
| 121 | Просечан ниво образовања женског становништва                                                    | 6.8      |
| 122 | Економски активно становништво                                                                   | 14664    |
| 123 | Економски активна мушка популација                                                               | 10033    |
| 124 | Економски активна женска популација                                                              | 4631     |
| 125 | Становништво које није економски активно                                                         | 13297    |
| 126 | Мушко становништво које није економски активно                                                   | 2976     |
| 127 | Женско становништво које није економски активно                                                  | 10321    |
| 128 | Запослено становништво                                                                           | 13924    |
| 129 | Запослено мушко становништво                                                                     | 9361     |
| 130 | Запослено женско становништво                                                                    | 4563     |
| 131 | Незапослена популација                                                                           | 740      |
| 132 | Незапослена мушка популација                                                                     | 672      |
| 133 | Незапослена женска популација                                                                    | 68       |
| 134 | Становништво без права на здравствене услуге                                                     | 13087    |
| 135 | Становништво које има право на здравствене услуге                                                | 24880    |
| 136 | Становништво које има право на ИМСС                                                              | 4772     |
| 137 | Становништво које има право на социјално осигурање                                               | 971      |
| 138 | Становништво које има право на државно социјално осигурање                                       | 40       |
| 139 | Становништво које има право на опште осигурање или здравствено осигурање за нову генерацију      | 18845    |
| 140 | Становништво које је било једном или није било у браку током 12 година и више                    | 10618    |
| 141 | Венчано или уједињено становништво од 12 година и више                                           | 15362    |
| 142 | Становништво које је било у браку или уједињено 12 година и више                                 | 2060     |
| 143 | Становништво са католичком религијом                                                             | 36572    |
| 144 | Протестанти, еванђелисти и библијски следбеници различити од еванђелиста                         | 1019     |
| 145 | Становништво са другим религијама различитим од претходних                                       | 4        |
| 146 | Становништво без религије                                                                        | 180      |
| 147 | Укупно пописаних домаћинства                                                                     | 8933     |
| 148 | Пописна домаћинства на челу са мушкарцима                                                        | 6852     |
| 149 | Пописна домаћинства на челу са женама                                                            | 2081     |
| 150 | Становништво у пописним домаћинствима                                                            | 37984    |
| 151 | Становништво у пописним домаћинствима на челу са мушкарцима                                      | 30558    |
| 152 | Становништво у пописним домаћинствима на челу са женама                                          | 7426     |
| 153 | Укупно домаћинстава                                                                              | 10975    |
| 154 | Укупно насељених домаћинстава                                                                    | 8959     |
| 155 | Укупно приватних кућа                                                                            | 10949    |
| 156 | Насељени приватни домови                                                                         | 8933     |
| 157 | Укупно насељених приватних кућа                                                                  | 8957     |
| 158 | Ненасељене приватне куће                                                                         | 1459     |
| 159 | Појединачна домаћинства за привремену употребу                                                   | 557      |
| 160 | Становници у насељеним приватним кућама                                                          | 37984    |
| 161 | Насељеност станара у приватним становима                                                         | 4.25     |
| 162 | Просечно становника по соби у приватним насељеним домаћинствима                                  | 1.23     |
| 163 | Појединачна домаћинства са подовима од различитих материјала од земље                            | 8514     |
| 164 | Појединачна домаћинства у приземљу                                                               | 391      |
| 165 | Појединачна домаћинства са једном спаваћом собом                                                 | 3479     |
| 166 | Појединачна домаћинства са две спаваће собе и више                                               | 5438     |
| 167 | Појединачна домаћинства са једним собом                                                          | 607      |
| 168 | Појединачна домаћинства са две собе                                                              | 1790     |
| 169 | Појединачна домаћинства са 3 собе и више                                                         | 6515     |
| 170 | Појединачна домаћинства која имају електрично светло                                             | 8669     |
| 171 | Појединачна домаћинства која немају електрично светло                                            | 243      |
| 172 | Појединачна домаћинства која имају водоводну воду у стамбеном простору                           | 7903     |
| 173 | Појединачна домаћинства која немају водоводну воду у стамбеном простору                          | 1003     |
| 174 | Појединачна домаћинства која имају тоалет                                                        | 8263     |
| 175 | Појединачна домаћинства која имају канализацију                                                  | 8149     |
| 176 | Појединачна домаћинства која немају канализацију                                                 | 719      |
| 177 | Појединачна домаћинства која имају електрично светло, довод воде из јавне мреже и канализацију   | 7306     |
| 178 | Појединачна домаћинства без икаквих услова                                                       | 227      |
| 179 | Појединачна домаћинства која имају радио                                                         | 6921     |
| 180 | Појединачна домаћинства која имају телевизор                                                     | 8314     |
| 181 | Појединачна домаћинства која имају фрижидер                                                      | 6608     |
| 182 | Појединачна домаћинства која имају машину за веш                                                 | 4520     |
| 183 | Појединачна домаћинства која имају аутомобил или комби                                           | 4005     |
| 184 | Појединачна домаћинства која имају рачунар                                                       | 1377     |
| 185 | Појединачна домаћинства која имају фиксну телефонску линију                                      | 2183     |
| 186 | Појединачна домаћинства која имају мобилни телефон                                               | 5179     |
| 187 | Појединачна домаћинства која имају приступ интернету                                             | 813      |